# Sebastiano Cannizzaro
Sebastiano Cannizzaro (Catania, 1954) è un mafioso italiano, legato a Cosa Nostra e figura di rilievo all’interno della Famiglia di Catania, che è giunto a guidare durante un periodo turbolento nella storia di Cosa Nostra a metà degli anni ’90. Nello stesso periodo, ha svolto anche il ruolo di rappresentante della famiglia presso la Commissione interprovinciale, posizione che ha mantenuto fino al suo arresto nel 1998. Attualmente sta scontando una condanna all’ergastolo..

## Carriera criminale
La carriera criminale di Cannizzaro è stata caratterizzata da manovre strategiche volte a mantenere e ampliare la propria influenza all’interno della mafia catanese. Fu un protagonista chiave nel tentativo, negli anni ’90, di sostituire la famiglia Santapaola con il clan Mazzei (un gruppo criminale indipendente da Cosa Nostra), un progetto concepito da esponenti fedeli al Clan dei Corleonesi. Tale iniziativa, guidata da uomini di fiducia dei Corleonesi come Leoluca Bagarella e Giovanni Brusca, prevedeva l’introduzione di un approccio più violento e basato sul terrore nella criminalità organizzata catanese. Tuttavia, l’intervento di Cannizzaro pose fine a questi tentativi, preservando il potere della famiglia Santapaola nella regione.
Alla fine degli anni ’90, il coinvolgimento di Cannizzaro negli affari mafiosi proseguì, ed egli rimase profondamente inserito nelle operazioni dela famiglia Santapaola. In questo periodo ebbe un ruolo centrale in diverse attività criminali, tra cui omicidi ed estorsioni. Uno degli eventi più rilevanti di quegli anni fu l’uccisione di Massimiliano Vinciguerra, stretto collaboratore del clan Mazzei, assassinato per ordine di Cannizzaro. Vinciguerra, un tempo alleato dello stesso Cannizzaro, fu vittima di un tradimento mortale; il suo omicidio rappresentò una risposta diretta ai tentativi del clan Mazzei di prendere il controllo su Catania. L’eliminazione di Vinciguerra segnò un punto di svolta significativo nella guerra di mafia tra le due fazioni, poiché la reazione di Cannizzaro fu rapida e brutale, riaffermando il potere della famiglia Santapaola nella regione.
La carriera criminale di Cannizzaro, tuttavia, non fu priva di conseguenze. Nel 1998, fu arrestato durante l’operazione "Orione", un’imponente iniziativa delle forze dell’ordine volta a smantellare le attività della Famiglia di Catania. Nonostante la detenzione, Cannizzaro continuò a esercitare la sua influenza sugli affari mafiosi, impartendo ordini dall’interno del sistema carcerario. La sua autorità veniva mantenuta attraverso intermediari che eseguivano le sue direttive, e il suo nome continuava a incutere timore e rispetto anche da dietro le sbarre.
Sebbene nel 2007 fosse stato temporaneamente scarcerato a causa di limiti procedurali, si diede alla latitanza poco prima che la Corte di Cassazione confermasse in via definitiva la sua condanna all’ergastolo per omicidio. Dopo due mesi di fuga, fu nuovamente catturato dalle forze dell’ordine a Mascalucia, un comune nei pressi di Catania. In seguito, Cannizzaro fu sottoposto al regime carcerario del 41 bis, una forma di detenzione dura e isolata riservata ai capi mafiosi di maggiore rilievo.
Nel 2019, Cannizzaro tornò a far parlare di sé dopo aver ottenuto una storica vittoria legale presso la Corte Costituzionale italiana, che si pronunciò a suo favore riguardo alla controversa questione dell’“ergastolo ostativo” (ergastolo senza possibilità di condizionale). Tale decisione suscitò un acceso dibattito pubblico, soprattutto in considerazione del coinvolgimento di Cannizzaro in gravi attività criminali. Tuttavia, egli continuò a negare le accuse a suo carico, affermando di non aver mai commesso personalmente omicidi e rifiutando qualsiasi idea di pentimento o ravvedimento. Secondo il suo avvocato, Cannizzaro rimaneva determinato nella sua battaglia contro il sistema giudiziario, sottolineando che le sue lotte legali miravano a conquistare anche solo qualche giorno in più di libertà.
Nonostante la sua detenzione, il nome di Cannizzaro continuò a essere evocato in relazione ad attività criminali in corso. Nel 2020, il suo nome riemerse durante un’indagine su attività estorsive a Catania. Fu riportato che il suo nome veniva utilizzato dai membri della mafia per intimidire i titolari di imprese e imporre richieste estorsive.